# Thomas Bloch Ravn
Thomas Bloch Ravn (født 31. marts 1954 i Viborg) er en dansk historiker og museumsdirektør. Uddannet mag.art. i dansk kultur- og lokalhistorie fra Aarhus Universitet 1985.

## Karriere
Thomas Bloch Ravn var i årene 1996-2024 museumsdirektør for Den Gamle By. Fra 1. april 2024 er han seniorforsker ved Den Gamle By.
Han har tidligere været ansat ved Aarhus Universitet, ved Statens Humanistiske Forskningsråd, Københavns Universitet, Landsarkivet for Nørrejylland (nu Rigsarkivet), og i årene 1987-95 var han museumsinspektør og leder af Struer Museum.

## Bestyrelser
I perioden 2000-2024 var han formand for Dansk Center for Byhistorie og 2001-06 og igen 2011-15 formand for Foreningen af Specialmuseer i Danmark. Fra 2003 til 2011 var han medlem af bestyrelsen for Association of European Open Air Museums, hvor han 2007-11 varetog hvervet som præsident. Har derudover været medlem af talrige bestyrelser og advisory boards inden for kulturlivet.

## Bøger
Han har blandt andet publiceret bøgerne ’Staten og civilisationen’ (1984), ’Håndværk og købstadsliv’ (1988), ’Den nye store Radiogud. B&O, Struer og den vide verden’ (1992), ’Struer. En limfjordsby i historisk profil’ (1993), ’Den Gamle By. Et vindue til historien’ (2002), ’Møntmestergården fra Borgergade i Nykøbenhavn til Torvet i Den Gamle By’ (2009), ’Den Gamle By. History and future’ (2009), ’Museer for folk’ (2020) og ’Drømmen om Den Gamle By. Erindringer og eftertanker fra en menneskealder som museumsdirektør’ (2024). Derudover talrige afhandlinger og artikler i danske og udenlandske publikationer samt indlæg på bloggen thomasblochravn.dk 

## Æresbevisninger
Thomas Bloch Ravn blev i 2000 udnævnt til ridder af Dannebrog og i 2015 til ridder af Dannebrog af 1. grad. Modtog i 2008 Erhverv Aarhus Prisen og blev 2009 valgt til årets Æreshåndværker i Østjylland. Æresmedlem af Association of European Open-Air Museums siden 2011.